# Karabinek Zastava M70
Zastava M70 – jugosłowiańska wersja karabinka automatycznego AK.
W połowie lat 60. XX wieku w zakładach Zavodi Crvena Zastava rozpoczęto produkcję zmodyfikowanych wersji karabinka AK. Poza karabinkiem Zastava M64, który wyposażono w zatrzask zamka i dłuższą lufę rozpoczęto także produkcję mniej zmodyfikowanych wersji AK. Karabinek Zastava M64A był wersją AK wyposażoną w nasadkę do miotania granatów nasadkowych i zawór odcinający dopływ gazów prochowych do komory gazowej po podniesieniu celownika do strzelania granatami nasadkowymi. Początkowo karabinek posiadał kolbę, łoże i chwyt drewniany, później tenże chwyt zastąpiono polimerowym. Pomiędzy łożem a nakładką na rurę gazową znajdują się trzy, a nie jak w AK produkowanych w innych krajach, dwa otwory. Poza wyposażoną w stałą kolbę wersją Zastava M64A produkowano wersję Zastava M64B z kolbą składaną pod spód broni.
W 1971 roku rozpoczęto produkcję zmodyfikowanych wersji karabinków Zastava M64A i M64B różniących się drugorzędnymi zmianami. Otrzymały one oznaczenia Zastava M70 (wersja z kolba stałą) i Zastava M70A (wersja z kolbą składaną). Produkcję obu wzorów zakończono w 1974 roku po rozpoczęciu produkcji karabinka Zastava M70B wzorowanego na AKM

## Opis
Karabinek Zastava M70 był bronią samoczynno-samopowtarzalną. Automatyka broni działa na zasadzie odprowadzania gazów prochowych z długim skokiem tłoka gazowego. Zamek ryglowany przez obrót (2 rygle). Rękojeść przeładowania po prawej stronie broni, związana z suwadłem. Mechanizm spustowy z przełącznikiem rodzaju ognia. Skrzydełko bezpiecznika/przełącznika rodzaju ognia po prawej stronie komory zamkowej w pozycji zabezpieczonej zasłania wycięcie w którym porusza się rękojeść przeładowania. Magazynki 30 nabojowe, wymienne z magazynkami od AK. Kolba stała lub składana (M70A). Przyrządy celownicze mechaniczne, składają się z muszki i celownika krzywiznowego o nastawach do 1000 m. Karabinek wyposażony był w nasadkę do miotania granatów nasadkowych. Celownik używany podczas strzelania granatami był składany na rurę gazową. Jego podniesienie powodowało automatyczne zamknięcie zaworu komory gazowej.